# Bill Bentley
Bill Bentley (Stoke-on-Trent, 21 ottobre 1947) è un ex calciatore inglese, di ruolo difensore.

## Carriera
Bentley era un difensore sinistro, formatosi nello Stoke City e con cui ha militato dal 1964 al 1968 nella massima serie inglese. Con i biancorossi ha ottenuto come miglior piazzamento il decimo posto nella First Division 1965-1966.
Nell'estate 1967 con lo Stoke City disputò il campionato statunitense organizzato dalla United Soccer Association: accadde infatti che tale campionato fu disputato da formazioni europee e sudamericane per conto delle franchigie ufficialmente iscritte al campionato, che per ragioni di tempo non avevano potuto allestire le proprie squadre. Lo Stoke City rappresentò i Cleveland Stokers, e chiuse al secondo posto nella Eastern Division, non qualificandosi per la finale del torneo.

I Tangerines vittoriosi nella Coppa Anglo-Italiana 1971

Nel 1968 viene ingaggiato dai cadetti del Blackpool, con cui ottiene la promozione in massima serie grazie al secondo posto ottenuto nella Second Division 1969-1970. Con il suo club nella stagione 1970-1971 retrocede immediatamente in cadetteria a causa dell'ultimo posto ottenuto ma vince la Coppa Anglo-Italiana 1971, battendo in finale gli italiani del Bologna.
La stagione seguente, chiusa al sesto posto nella Second Division 1971-1972, Bentley raggiunge con i suoi nuovamente la finale di Coppa Anglo-Italiana persa però contro la Roma. Bentley con il Blackpool giocò sino al 1977 nella serie cadetta inglese.
Nel 1977 viene ingaggiato dal Port Vale, club con cui retrocede in quarta serie al termine della Third Division 1977-1978. Nel dicembre 1979 occupa temporaneamente la carica di allenatore al posto del dimissionario Alan Bloor (già suo compagno di squadra allo Stoke City, Cleveland Stokers e Port Vale) e cedendo poi l'incarico a John Mcgrath.
Rimane in forza ai Valiants sino al 1980, anno in cui viene ingaggiato dal Stafford Rangers, club in cui chiuderà la carriera agonistica nel 1981.

## Palmarès
- Coppa Anglo-Italiana: 1

Blackpool: 1971